# Virtueller Globus

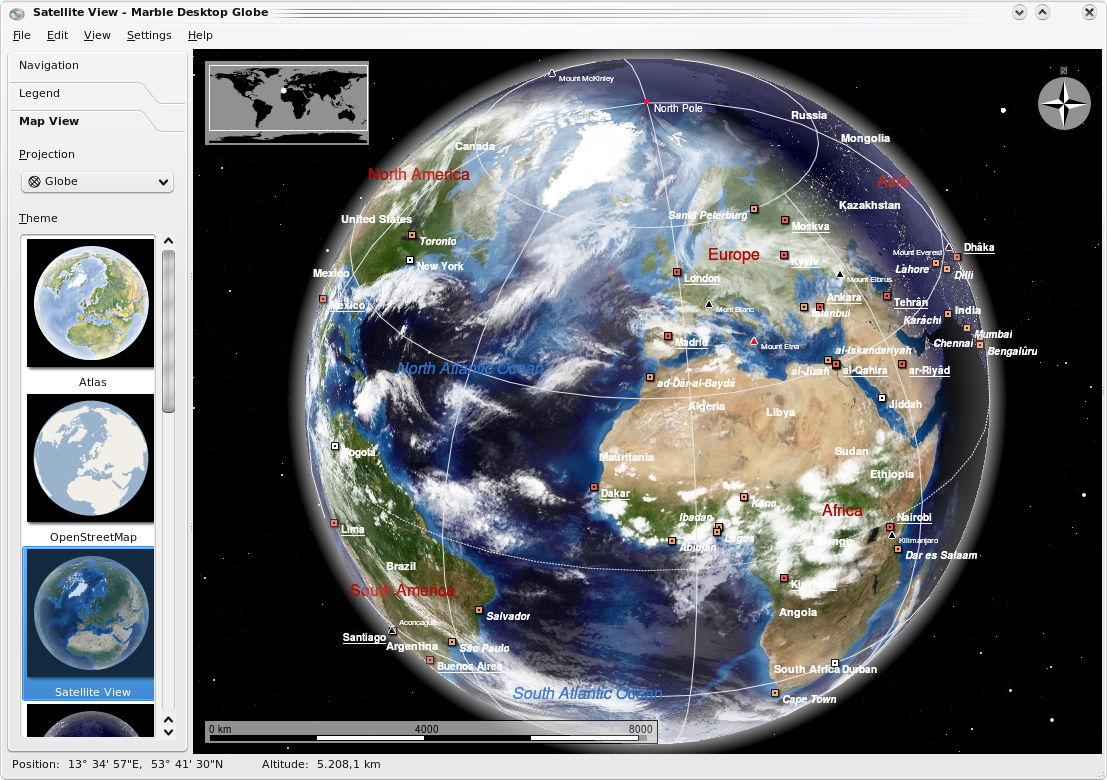
Screenshot des virtuellen Globus Marble mit Lagebezeichnungen und Wolkendecke über einem Satellitenbild der Erde, sowie simulierter Sonnenschein und Schatten (Tag-Nacht).

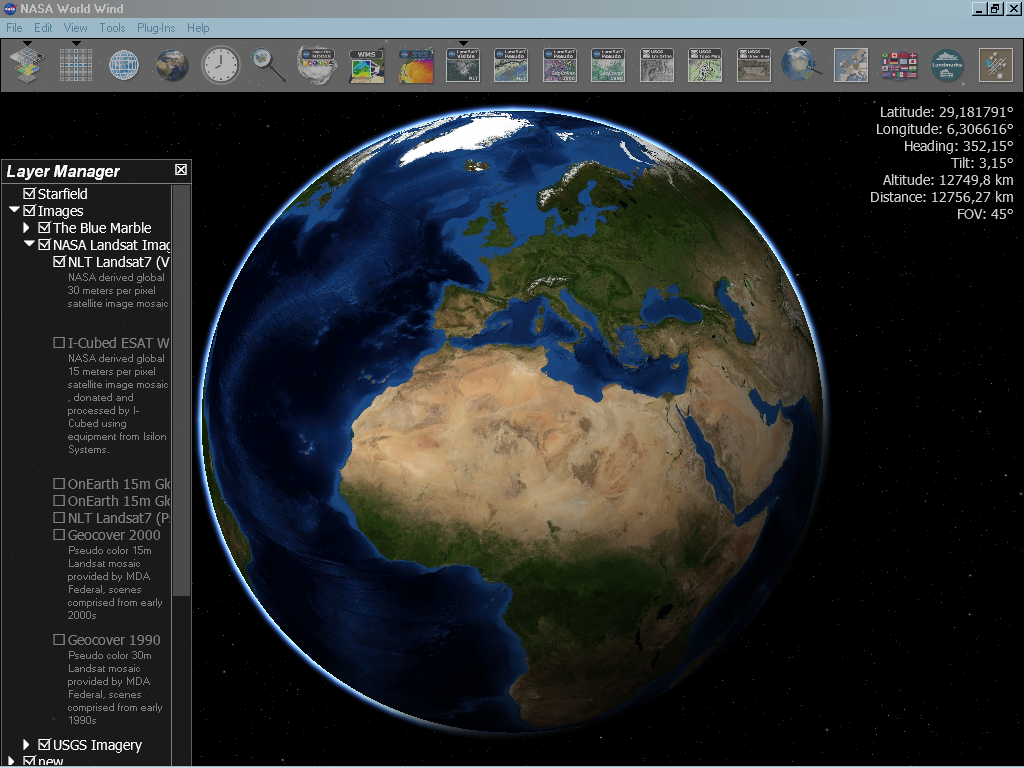
Screenshot des digitalen Globus NASA World Wind. Satellitenbild, ohne weitere Daten, jedoch mit Sonnenschein und Nachtschatten.

Kriterien, Möglichkeiten und Voraussetzungen Virtueller Globen aus Sicht der Fachliteratur.

Ein virtueller Globus (englisch virtual Globe) oder digitaler Globus ist ein 3D Software-Modell zur Darstellung der Erde oder anderer Himmelskörper. Diese dreidimensionalen Modelle wurden erst Ende des 20. Jahrhunderts geschaffen, nachdem die grafischen Darstellungsmöglichkeiten auf dem Computer ausreichend leistungsfähig wurden.
Ein virtueller Globus gibt dem Nutzer je nach Bedienfunktion die Möglichkeit, sich frei in einer virtuellen Umgebung zu bewegen, jeden beliebigen Punkt darauf anzusteuern, den Blickwinkel zu ändern und über unterschiedliche Skalierung hinein und heraus zu zoomen. Im Vergleich mit herkömmlichen (realen) Globen haben virtuelle Globen den Vorteil, dass sie oft viele unterschiedliche Darstellungen der Erdoberfläche ermöglichen. Die Darstellung von verschiedenen Kartentypen in zeitlich kurzer Abfolge oder auch die Synthese verschiedener Kartenebenen (Straßen, Gewässer, Landnutzung etc.) kann so frei gewählt werden und es können auch aktuelle Daten (zum Teil in Echtzeit) via Web Map Service (WMS) angezeigt werden. Dadurch können dem Betrachter Zusammenhänge zwischen den auf den verschiedenen Karten dargestellten Sachverhalten verständlicher erscheinen als bei der Betrachtung eines realen Globus’. Geografische Besonderheiten, die hervorgehoben werden können, sind etwa vom Menschen geschaffene Merkmale oder abstrakte Darstellungen, wie beispielsweise die Bevölkerungsdichte oder Kennziffern der Wirtschaft.
Ein virtueller Globus ist wie ein herkömmlicher Globus eine vereinfachte Darstellung der realen Welt. Er kann jedoch durch die Zoomfunktion viel genauere Details anzeigen, sofern Satelliten-, Luftbilder oder andere Fernerkundungsdaten von der Software unterstützt werden. Je nach Auflösung und Datenmenge sind die Bilder entweder lokal auf dem Rechner gespeichert (offline) oder sie werden von externen Servern gestreamt (online).
Auf der ITU-Konferenz 1994 in Kyoto wurde der Virtueller Globus TerraVision vorgestellt.
Microsoft gab 1998 den Encarta Virtual Globe 98 heraus, der offline zur Benutzung stand. Die ersten weit verbreiteten virtuelle Online-Globen waren die Open-Source-Software NASA World Wind, ein Globus, der ab Mitte 2004 unter einer Open-Source-Lizenz veröffentlicht wurde, und ab Mitte 2005 Google Earth. Seither sind einige weitere hinzugekommen, darunter auch einige qualitativ hochwertige freie Globen, wie etwa Marble.

## Arten
Virtuelle Globen können für das Studium der Navigation verwendet werden, indem man sie an GPS-Geräte anschließt. Ihr Softwaremodell variiert je nach Einsatzzweck beträchtlich. Wenn eine genaue visuelle Darstellung der Erdoberfläche im Vordergrund steht, werden sehr oft Satellitenaufnahmen von Servern hochgeladen und der Globus lässt sich nicht nur um die Erdachse rotieren, sondern auch zoomen und eventuell auch horizontal (rechtwinklig zur Erdachse) drehen.
Sehr oft wird mit solchen virtuellen Globen beabsichtigt, ein wirklichkeitsgetreues Abbild der Erde mit sehr hoher Auflösung zu zeigen. Oft gibt es zusätzlich noch die Möglichkeit zur vereinfachten Darstellung von Landesgrenzen, administrativen Grenzen, Straßen, bebauten Flächen und anderen von Menschenhand geschaffenen geografischen Merkmalen, da diese auf fotografischen Darstellungen der Erde oft nicht gut oder gar nicht zu erkennen sind.
Einige Regierungen haben bei hochauflösenden Bildern der gesamten Erdoberfläche Sicherheitsbedenken, da so auch Details von geheimen oder gefährdeten Objekten öffentlich zugänglich werden, wie beispielsweise Flughäfen, Militäranlagen oder Atomkraftwerken.
Die Darstellung von virtuellen Globen erfolgt in der Regel zweidimensional auf einem Bildschirm oder einer Leinwand. Zur besseren Simulation eines herkömmlichen Globus kann die Leinwand gekrümmt sein, sodass die kartographische Repräsentation der Erde auf einer Kugel dargestellt ist, die von innen projiziert wird (bspw. im Deutschen Museum zu sehen). Auch die Darstellung auf einem Teil einer Kugel, der aus einer Wand herausragt, ist möglich.
Mit einer anderen Art von virtuellen Globen wird nicht die exakte Darstellung der Erdoberfläche beabsichtigt, sondern eine vereinfachte grafische Darstellung der Erde. Die ersten digitalen Atlanten waren von dieser Art. Sie zeigten weniger Details, waren dafür aber in der Anfangszeit der Computer mit ihrer reduzierten Grafik wesentlich schneller.

## Virtuelle Online-Globen
Da immer mehr hochauflösende Satellitenaufnahmen und Luftbilder frei verfügbar sind, werden viele der neueren Online-Globen zur Darstellung dieser Bilder benutzt. Beispiele für virtuelle Globen sind:
- NASA World Wind ist eine Open-Source-Software, die Kartenmaterial des United States Geological Survey und Satelliten- und Luftbilder verschiedener Datenbanken umfasst. NASA World Wind war neben Google Earth der erste populäre virtuelle Globus.
- Geoforge Virtueller Globus : Stammen von NASA World Wind Virtuellen Globen. Es ist in Geoforge projekt integriert.
- CitySurf Globe, wegen einer besonderen Struktur der Datenspeicherung war er sehr schnell. Die Daten wurden in Oracle SDO oder PostGIS gespeichert. Er hatte ein flexibles Autorisierungsmodell für verschiedene Anwendergruppen
- Bing Maps 3D, sein Interface läuft im Internet Explorer und im Firefox, er verwendet das Nasa Blue Marble Next Generation.
- SkylineGlobe.com, eine online-3D-Globus-Website, die über die API mit der TerraExplorer Client Application verbunden ist. Es werden ca. 10 Terabyte an Bildern und Höhendaten gestreamt, die von frei verfügbaren Satelliten- und Luftbilddaten kommen. Das Webinterface erlaubt es den Benutzern native data sources anzusehen und zu teilen, einschließlich SHP und KML Dateien. Das Projekt wurde 2006 von Skyline Software Systems als technology showcase gestartet.
- Google Earth umfasst Datensätze aus Satelliten- und Luftbildaufnahmen (einschließlich kommerzielle Bilder von DigitalGlobe) mit einem Datensatz von internationalen Straßen. Google Earth war zusammen mit NASA World Wind der erste bekannte virtuelle Globus.
- KDE Marble, ist Teil der K Desktop Environment (KDE). Die Daten kommen unter anderem von OpenStreetMap, Nasa Blue Marble Next Generation. Marble ist eine Open-Source-Software.
- ArcGIS Explorer ist ein Lightweight Client für den ArcGIS Server, er unterstützt WMS und viele andere GIS-Dateiformate.
- EarthBrowser ist ein virtueller Globus, der auf Flash/Adobe AIR basiert, mit Wettervorhersagen in Echtzeit, Erdbeben, Vulkane, Webcams u. a.
- MacKiev's 3D Weather Globe & Atlas, eine Software mit 3D Ansichten, die auf Blue Marble Bildern basiert, mit einer Wolkendarstellung, die fast in Echtzeit abläuft und Wettervorhersagen von CustomWeather, sowie Zeitzonen und Tag- und Nachtansichten.
- Earth3D ist ein Programm, das die Erde in Echtzeit 3D-Ansicht zeigt. Es benutzt Daten der NASA, des USGS, der CIA und der Stadt Osnabrück. Earth3D ist eine Open-Source-Software.
- WorldView verwendet ein ausgeklügeltes Digital Earth Reference Model, um Geoinformations-Daten aus verschiedenen Quellen zu integrieren und anzuzeigen.
- Bhuvan ist ein virtueller Globus aus Indien.
- National Geographic: Der große 3D-Globus
- Microsoft Encarta 2009 Enzyklopädie (Atlas)
- Microsoft Virtual Earth 3D und die Weiterentwicklung Bing Maps
- ESRI ArcGIS Explorer und ESRI ArcGlobe
- Brockhaus Multimedial Atlas
- Wii-Globus – Wetterkanal
- 3D World Map 2.0
- 3D Weather Globe & Atlas
- Dapple Earth Explorer
- Open Web Globe (Memento vom 9. April 2016 im Internet Archive), freie Software, entwickelt von der Fachhochschule Nordwestschweiz
- Cesium, open-source Globus
- Diercke Globus Online, speziell für Schulen und Schüler entwickelte, kommerzielle Software des westermann Verlags
- DK 3D World Atlas
- Earth Browser 3.0
- Geoplayer Professional
- Geoplayer Mars
- ossimPlanet
- Punt
- Skyline Globe
- Skyline TerraExplorer
- Hipparchus
- GRIFINOR
- Norkart
- Keyhole 2 Enterprise Client

Ebenso wie frei verfügbare Satellitenbilder werden in virtuelle Globen auch oft online verfügbare Daten von Datenbanken, wie beispielsweise dem CIA The World Factbook mit integriert.